# Victória Hall de Genebra
O Victória Hall de Genebra, uma é sala de concertos de Genebra, na Suíça, cujo nome é uma homenagem feita à Rainha Victória pelo seu cônsul em Genebra e grande melómano, Sir Daniel Barton, que o mandou construir em 1894. É no Victória Hall que se dão os concertos da Orquestra da Suíça Romanda.

## Sir Daniel Barton
Apaixonado pela navegação e pela música cria a fanfarra, a Harmonie Nautique e posteriormente manda construir o Victória Hall.

## A sala
Com uma acústica excepcional de reconhecimento mundial, a sala de 1850 lugares tem uma decoração rococó e foi desenhada pelo arquitecto John Camoletti mas sofreu um grave incêndio em Setembro de 1984 que danificou grande parte da sala e da decoração o que necessitou três anos de reparação. Mais tarde, em 2006, foi objecto de melhoramentos para conforto dos espectadores e dos músicos.
Muito perto do Conservatório de Música de Genebra e do Grande Teatro de Genebra na célebre Praça Nova, a sobriedade da Hall de entrada não prefigura a opulência da decoração da sala em estilo barroco.

## Orgão
Desde meados do século XIX as salas de concerto estão equipada de orgãos como os de Town Hall de Birmingham (1834), do Royal Albert Hall de Londres (1871), du Albert Hall de Sheffield (1873), du Concertgebouw de Haarlem (1875), a sala do Trocadéro em Paris (1878), do Concertgebouw de Amsterdam (1891) ou do Victoria Hall de Genève (1894).

## Mapa
- Em GoogleMaps entrar: Victoria Hall, Rue du Général- Dufour, Genève, Suisse